# 廃語
廃語（はいご）は、過去に使われたが、現在は使われなくなった語彙のことである。死語（しご）とも言い、現在はこちらが頻用される。
廃語・死語の範囲や、その使い分けは文献により異なる。辞書的な定義では全く使われなくなった語彙を指す場合があるが、しばしば世間一般にいう「死語」は、大衆の認知を保ちつつも使用頻度がわずかになった時代遅れの語彙を含む。

## 日常生活における意味
日常生活における廃語とは、かつて使われていた単語や言い回しで、今は使われなくなったものをいう。赤紙、銃後、女子挺身隊のような歴史的事象、永久就職のような時代にそぐわなくなった事象のほかにも、洗濯板や日光写真・謄写版のような生活上の道具やおもちゃで今では見かけることのなくなった物品など、言葉が指し示すものが現在では使われなくなれば、言葉も使われなくなって廃れていくこともある。また、ある単語や言い回しが別の語に置き換わったために、元の単語が使われなくなっていく場合もあり、例えば写真機、幻灯機のようにカタカナ表記の外来語で置き換えられたものや、外来語でもエゲレス→（イギリス）など時代と共に表記が変わったものは廃語となっている。一部の意味が廃語となることもあり、歴史家の笠松宏至によると室町時代の「中央」という言葉には「猿楽の中央でお帰りになった」など「途中」という意味があったが、これは日本中世史が専門の笠松にとってすら当初は意味不明であったという。
また、語が意味するものは存在していても対義語に当たるものがほぼ消滅した（前述の通り廃語になった）ために、区別が不要となって廃語となった複合語もある。直通電話、ブロードバンド、マキシシングルなどがこの例といえる。
流行語は、時と共に廃れて廃語となりやすい。ただし、全く使われなくなるとは限らず、特に使用者の年代によっては未だ使われている語句もある。例えば一部の廃語と化した流行語（「ナウなヤングにバカウケ」など）は「場を盛り下げる危険な死語」として逆によく認知されており、その言葉が生きていた時間より廃語として語り継がれる時間の方が長い言葉も少なくない。故意にそれを用いてウケを狙うようなことも行われる。
一般に古い時代の言葉ほど若い世代の間での知名度は低くなるが、例外もあり、例えば戦時中等の言葉（防空壕、闇市、赤紙等）は、1980年代の「なめ猫」等よりも青年層の知名度は相対的に高い。これは戦時中がドラマや映画等の舞台になることが多く、劇中でこういった言葉が使われるからである。

### 時代を表すものとして
評論家小林信彦の著書『現代<死語>ノート』（岩波書店、1979年）は、1956年から20年間にわたって誰もが口にしたのにやがて消え去った流行語を年代順にあげ、これに短評を加えてそれぞれの時代の姿を伝えるエッセイだが、小林はそうした<死語>を「時代を生々しく実感させるのは、当時最も多く使われたこれらの言葉」と総括している。

## 専門用語の場合
科学分野などの専門用語にも、類例がある。その分野の進歩に伴って、概念が変化した、精密化した、あるいは理解が深まることで意味をなさなくなったなどにより、使われなくなった語がある。
たとえば生物の分類学は、当初は人間に近しい生物が主体であったため、動物では脊椎動物、植物では種子植物のみが詳しく、それ以外のものはその多様さにかかわらずひとまとめにされた。動物ではこれは無脊椎動物、植物では隠花植物という。いずれも現在の生物学的には意味をなさないものと考えられている。ただし前者はその便利さから現在も使われているのに対して、後者は使われる機会がほとんどなくなっている。
かつて唱えられたが、誤りであったことが判明した仮説や用語もある意味ではこれに類する存在である。それらは科学史の中で語られることしかなくなる。たとえばフロギストン説、天動説などはこれに当たる。逆に正しいことがわかっても、当たり前になってしまえば科学用語としては使われない。地動説や後成説はこれに近い。

## 廃語、死語とされる言葉の例
廃語・死語の基準は定まっておらず、世代や分野、個々人の感覚によってはあてはまらない場合がある。死語辞典の類も多数あるものの、多くは雑学本であり、学術的な水準とはみなされていない。
また、流行語の多くは時間が経てば廃語になっていることが非常に多いので、「流行語」も参照のこと。

### あ行
- アベック[8] - 現在は「カップル」と呼ばれることが多い。ただし「アベックホームラン」や「名古屋アベック殺人事件」などの用語としてメディアではしばしば使用される。
- アミケット - アイドル・ミニコミ・マーケットの略称。アイドルの同人誌の展示即売会のこと。平成時代初期にアイドルのファンの間で使われていた。
- オヤジギャル（おやじギャル[9]）

### さ行
- シミーズ（シミズ）- もっぱら女性用の肌着。ワイシャツの元となった中服。

### た行
- チョベリグ - 「超ベリー・グッド(very good)」の略。
- チョベリバ - 「超ベリー・バッド(very bad)」の略。
- チョンガー - 未婚男性のこと。元々は韓国語で侮蔑的なニュアンスもあり、平成の中期には既に廃れていた。
- 痴呆 - 認知症
- ツッパリ[10] - 不良行為少年のこと。今では通常ヤンキーと呼ばれる。相撲用語としての「つっぱり」が現在も使用されているが、そもそも意味が異なる。
- トランジスターグラマー - 小柄で肉体的に魅力のある女性のこと。1960年代頃に使われていた。
- トルコ風呂[11] - 現在では差別用語とされる。
- ドロンする - その場から消えるという意味。<例>「この辺でドロンします」

### な行
- ナウい - 1980年代によく使われていた。「現代的」「流行に乗っている」などを意味する俗語

### は行
- ハイソ - 英語で上流階級を意味する「ハイソサエティ」から。高級だったり品よく気取った様子を表現するために使用された。
  - ハイソカー[12]- 代表的な車種にトヨタ・ソアラ、トヨタ・マークII、日産・レパード、マツダ・ルーチェなど。
- ハクい - 格好いいの意。“箔”から。
- ボイン - 乳房の大きな女性のことを指すが、現在は巨乳が一般的。一時期は「デカパイ」とも呼ばれたが、これも廃れた。
- 婦女暴行 - 強姦の婉曲表現。現在は強姦、強制性交と直接的に表現することが一般的。

### ま行
- メンゴ[13] - 御免（ごめん）の字の順序を入れ替えたもの。まだ使われているときがある。
- モボ、モガ - 1920年代に流行っていた言葉で、それぞれ「モダンボーイ」「モダンガール」の略。西洋風の最先端のファッションをした若者のことであるが、30年代の不穏な空気のもとで影を潜めた。

### や行
- ヤッピー - 元々はアメリカで80年代から使われていた言葉。都市部若手の上級会社員のこと。日本では2000年代に入る前に廃れている。
- ヤング[14] - 若者、若年層を指す言葉。ただし完全な廃語ではなく、現在でも雑誌名などでは数多く使われている。(例 : ヤングケアラーなど)